# Toxik
I Toxik sono una band technical thrash metal di Peekskill, New York, nati nel 1985 per opera del chitarrista Josh Christian e del bassista Lee Erwin. Dopo lo scioglimento nel 1992 la band si è riunita nel 2007 e attualmente è al lavoro su un nuovo album. Nel 2014 è uscito un nuovo singolo, Dangerous

## Storia

### Gli inizi (1985-1986)
I Toxik nascono nel 1985 con il nome "Tokyo"; furono ben presto costretti a cambiarlo poiché un'altra band lo aveva già registrato.
La formazione originale comprendeva Mike Sanders alla voce, Josh Christian alla chitarra, Lee Erwin al basso e Dal Dadabo alla batteria.
Questa formazione non durò a lungo; negli anni successivi Lee Erwin lasciò la band per motivi personali, mentre Sal Dadabo decise di firmare un contratto per un tour con i Twisted Sister.
Al basso arrivò dunque Brian Bonini e alla batteria Ted Leger.
Arruolati nuovi musicisti, decisero di pubblicare il loro primo demo intitolato Wasteland.
Poco dopo riuscirino a firmare un contratto con la Roadrunner Records.

### Il successo (1987-1992)
Nel 1987 viene pubblicato il loro album di debutto, World Circus. L'album ottenne il titolo di "Miglior Album Metal dell'Anno 1988" sul College Music Journal.
Ai Toxik venne anche offerto il nono posto nella raccolta Metal Massacre della Metal Blade Records per la canzone Wasteland.
Dopo il tour di supporto all'album, Mike Sanders lasciò il gruppo per motivi sconosciuti e venne rimpiazzato da Charles Sabin.
Sull'onda del successo ricevuto dal primo album, i Toxik pubblicarono un nuovo disco due anni dopo, sempre sotto la Roadrunner Records, intitolato Think This.
Dopo la pubblicazione del disco, il gruppo ingaggiò il chitarrista John Donnelly perché suonasse nel tour di supporto assieme alla band King Diamond, che attraversò gli Stati Uniti e l'Europa.
Dopo il tour, tuttavia, la band si sciolse. Era il 1992.

### Il ritorno (2007-oggi)
Per quattordici anni i Toxik rimasero in silenzio, senza suonare dal vivo né pubblicare album. Durante l'autunno del 2006, la Displeased Records rimise in commercio entrambi gli album dei Toxik, assieme ad altri dischi di Gorguts, Sadus e Disincarnate.
La nuova versione di World Circus comprende dodici tracce bonus; quella di Think This ne comprende cinque.
Nel gennaio 2007, la Metal Mind Productions distribuì delle edizioni limitate dei due album, rimasterizzate in digitale, con confezioni digipak.

Il mese successivo i Toxik annunciarono al mondo la loro riunione, con una formazione comprendente la maggior parte dei membri originali: Mike Sanders alla voce, Josh Christian alla chitarra, Brian Bonini al basso e Lou Caldarola alla batteria.
Durante l'agosto dello stesso anno Brian Bonini lasciò il gruppo.
Nel novembre 2007, i Toxik annunciarono un tour europeo di due settimane, che avrebbe dovuto comprendere apparizioni ai festival Keep It True e Ragers Elite in Germania.
Il tour venne però cancellato per incomprensioni tra il gruppo e gli organizzatori; inoltre, pare che non riuscissero a trovare un rimpiazzo per il bassista uscito pochi mesi prima.
Da allora, i Toxik non hanno fatto alcuna apparizione pubblica.
Secondo quanto riportato sul loro MySpace, al momento si stanno dedicando alla stesura di nuovo materiale e non andranno in tour finché non troveranno un nuovo bassista.
Nel dicembre la Displeased Records ha commercializzato per la prima volta materiale live dei Toxik, intitolato Dynamo Open Air 1988, che include performance da due show del 1988, raccolte in un CD e un DVD.

Nel 2010 è uscito il DVD Think Again.

## Formazione

### Formazione attuale
- Mike Sanders - voce (1985 - 1989, 2007 - )
- Josh Christian - chitarra (1985 - 1992, 2007 - )
- Bill Bodily - basso (2013 - )
- Jason Bittner - batteria (2013 - )

### Ex componenti
- Charles Sabin - voce (1989 - 1992)
- John Donnelly - chitarra (1989 - 1992)
- Ralph Santolla - chitarra (2013 - 2018, deceduto)
- Lee Erwin - basso (1985)
- Brian Bonini - basso (1985 - 1992, 2007)
- Sal Dadabo - batteria (1985)
- Tad Leger - batteria (1985 - 1992, 2010)
- Lou Calderola - batteria (2007 - 2010)

## Discografia

### Album in studio
- 1987 - World Circus (Roadrunner)
- 1989 - Think This (Roadrunner)
- 2022 - Dis Morta (Massacre Records)

### Demo
- 1986 - Wasteland

## Videografia
- 2007 - Dynamo Open Air 1988 (Roadrunner)
- 2010 - Think Again (Roadrunner)